# 丰台西站
丰台西站是北京铁路枢纽的主要编组站，一般简称“丰西”，位于中国北京市丰台区卢沟桥畔，紧贴西五环路，是中国铁路第一个自动化驼峰编组站。丰台西站也是中国铁路重要的路网性编组站。车站连接京广铁路、京沪铁路、京九铁路、丰沙铁路、京原铁路、丰双铁路等铁路干线，担负华北、华东、中原、东北、西北等方向车流的中转和北京地区的货物集散任务，是晋煤外运的主要通道。丰台西站24小时连续作业，每天有25000余辆、高峰日可达28000余辆的货车在这里被拆解、编组，然后发往全国各地，年发送货物占全国铁路运量的10%左右。在2007年，共为北京市五家电厂运送煤炭982万吨，占首都电煤总需求量的98%。
丰台西站始建于1954年，1955年12月竣工，1956年3月投入使用:335，是中国第一个机械化驼峰编组站。初期只有14条股道，一个车场。1959年改建成单向混合式三级四场机械化驼峰编组站。随着铁路发展，丰台西站先后于1970年代初期、1980年代中期、1990年代末期进行了三次大规模的站场改造和多次局部调整，形成了目前双向纵列式三级八场自动化驼峰编组站。
2010年7月丰台站开始改造后，原由丰台站下辖的南信号改由本站下辖。

## 车站结构
丰台西站分为上行、下行两个系统，为双向纵列式三级八场编组站，呈南北向布置。下行系统位于站场西侧，自南向北设有Ⅱ场、Ⅵ场和Ⅴ场；上行系统位于站场东侧，自北向南设有Ⅰ场、Ⅳ场和Ⅲ/Ⅷ场；两个系统间设有交换场Ⅶ场。车站设有通往北京局集团丰台机务段、物资供应段和北京铁道物资公司的专用线。
| 下行系统 | ↗自黄土坡               | 南回线 | 下到（Ⅱ场）    | 下调（Ⅵ场）   | 下发（Ⅴ场）    | 北回线 | 经西道口线路所往长辛店↗ |
| 下行系统 | ↑自大红门经小葆台线路所 | 南回线 | 下到（Ⅱ场）    | 下调（Ⅵ场）   | 下发（Ⅴ场）    | 北回线 | 往石景山南→             |
| 设施     |                         | 南回线 | 折返段、车辆段 | 交换场（Ⅶ场） | 机务段、大修段 | 北回线 |                         |
| 上行系统 | ↙往黄土坡               | 南回线 | 上发（Ⅲ/Ⅷ场）  | 上调（Ⅳ场）   | 上到（Ⅰ场）    | 北回线 | ↙自长辛店经西道口线路所 |
| 上行系统 | ↓经小葆台线路所往大红门 | 南回线 | 上发（Ⅲ/Ⅷ场）  | 上调（Ⅳ场）   | 上到（Ⅰ场）    | 北回线 | ←自石景山南             |
| 上行系统 | ↘经南信号往丰台         | 南回线 | 上发（Ⅲ/Ⅷ场）  | 上调（Ⅳ场）   | 上到（Ⅰ场）    | 北回线 | ↖自丰台（小刘庄）       |